# Tetraneura ulmi
Tetraneura ulmi (svenskt namn: almbladlus) är en insektsart som först beskrevs av Carl von Linné 1758. Enligt Catalogue of Life ingår Tetraneura ulmi i släktet Tetraneura och familjen långrörsbladlöss, men enligt Dyntaxa är tillhörigheten istället släktet Tetraneura och familjen pungbladlöss. Arten är reproducerande i Sverige. Inga underarter finns listade i Catalogue of Life.

## Beskrivning
Arten övervintrar som ägg under bark av almar och åstadkommer på våren att bladen rullar ihop sig, där det inrullade partiet blir för tjockat och buckligt. I vecket finner man en hona och hennes ungar, som blir bevingade honor. Dessa flyttar vid midsommartid till rötter av krusbärs- och vinbärsbuskar, som de dock ej ger nämnvärd skada. En del almbladlöss återvänder under hösten till almarna, andra stannar kvar och bildar ovingade generationer, vilka övervintrar.

## Bildgalleri

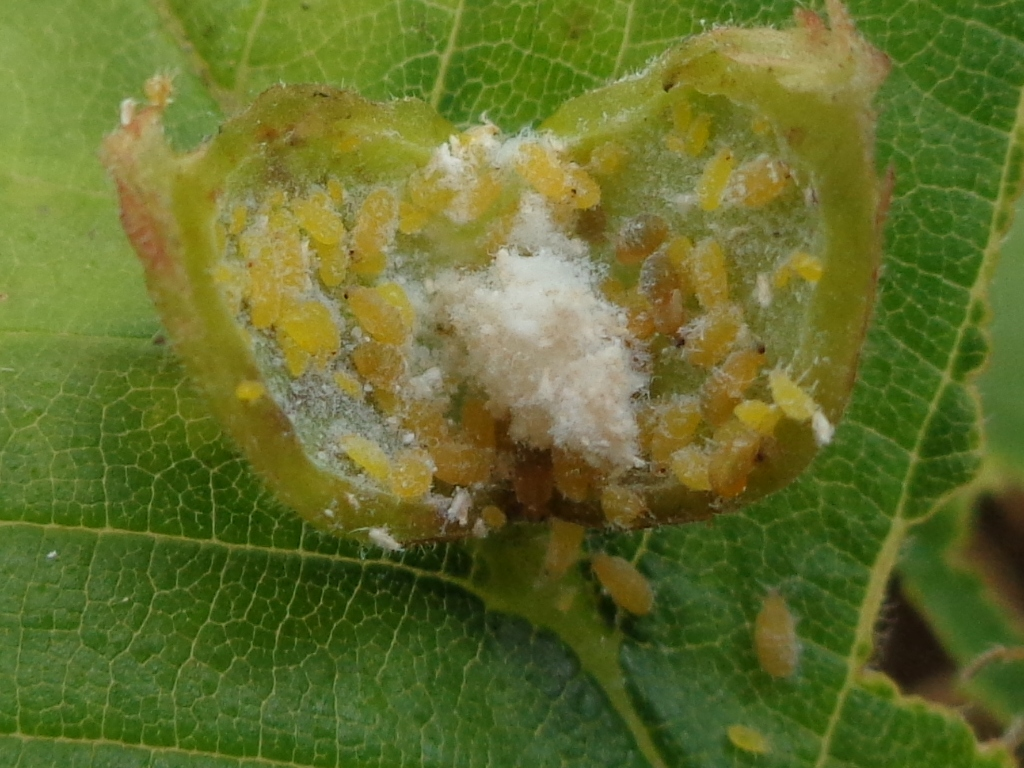